# روجيريو روميرو
روجيريو روميرو (بالبرتغالية: Rogério Romero) هو سباح برازيلي، ولد في 22 نوفمبر 1969 في لوندرينا في البرازيل.

## روابط خارجية
- روجيريو روميرو على موقع أوليمبيديا (الإنجليزية)